# Rhipidoglossum stellatum
Rhipidoglossum stellatum là một loài thực vật có hoa trong họ Lan. Loài này được (P.J.Cribb) Szlach. & Olszewski mô tả khoa học đầu tiên năm 2001.